# Samuel Wallenstierna
Samuel Wallenstierna, född i september 1674, död 17 februari 1733 på Selkis översteboställe, var en svensk militär.
Samuel Wallenstierna var son till vice landshövding Samuel Wallenstierna och Christina Wernle. Han skrevs in som student vid Åbo universitet 1684, blev ryttare vid Åbo läns kavalleriregemente 1690, musketerare vid Livgardet 1694 och pikenerare där samma år. Wallenstierna blev rustmästare 1695, furir samma år, livdrabant 1700, korpral i Livdrabantkåren 1706 och 1711 generaladjutant av flygeln. Han följde Karl XII från slaget vid Poltava till Bender, där han deltog i kalabaliken. Han skickades senare samma månad med brev till Mauritz Vellingk och Johan August Meijerfeldt den äldre. Wallenstierna blev 1712 sekundöverste vid Riksänkedrottningens livregemente till häst och erhöll 1713 uppdrag att återuppsätta regementet efter kapitulationen i Tönningen. Åren 1716–1720 var han chef för Riksänkedrottningens livregemente till häst, erhöll därefter avsked men var 1721–1727 chef för Kymmenegårds läns infanteriregemente och 1727–1733 för Björneborgs läns infanteriregemente.